# سیارک ۴۳۸۳
سیارک ۴۳۸۳ (به انگلیسی: 4383 Suruga، نامگذاری:1989XP) چهار هزار و سیصد و هشتاد و سومین سیارک کشف شده‌است که در ۱ دسامبر ۱۹۸۹ کشف شد.
قدر مطلق سیارک برابر ۱۳٫۲۰ است.